# Peugeot 607
Peugeot 607 – samochód osobowy klasy średniej-wyższej produkowany przez francuską markę Peugeot w latach 1999 – 2010. 

## Historia i opis modelu

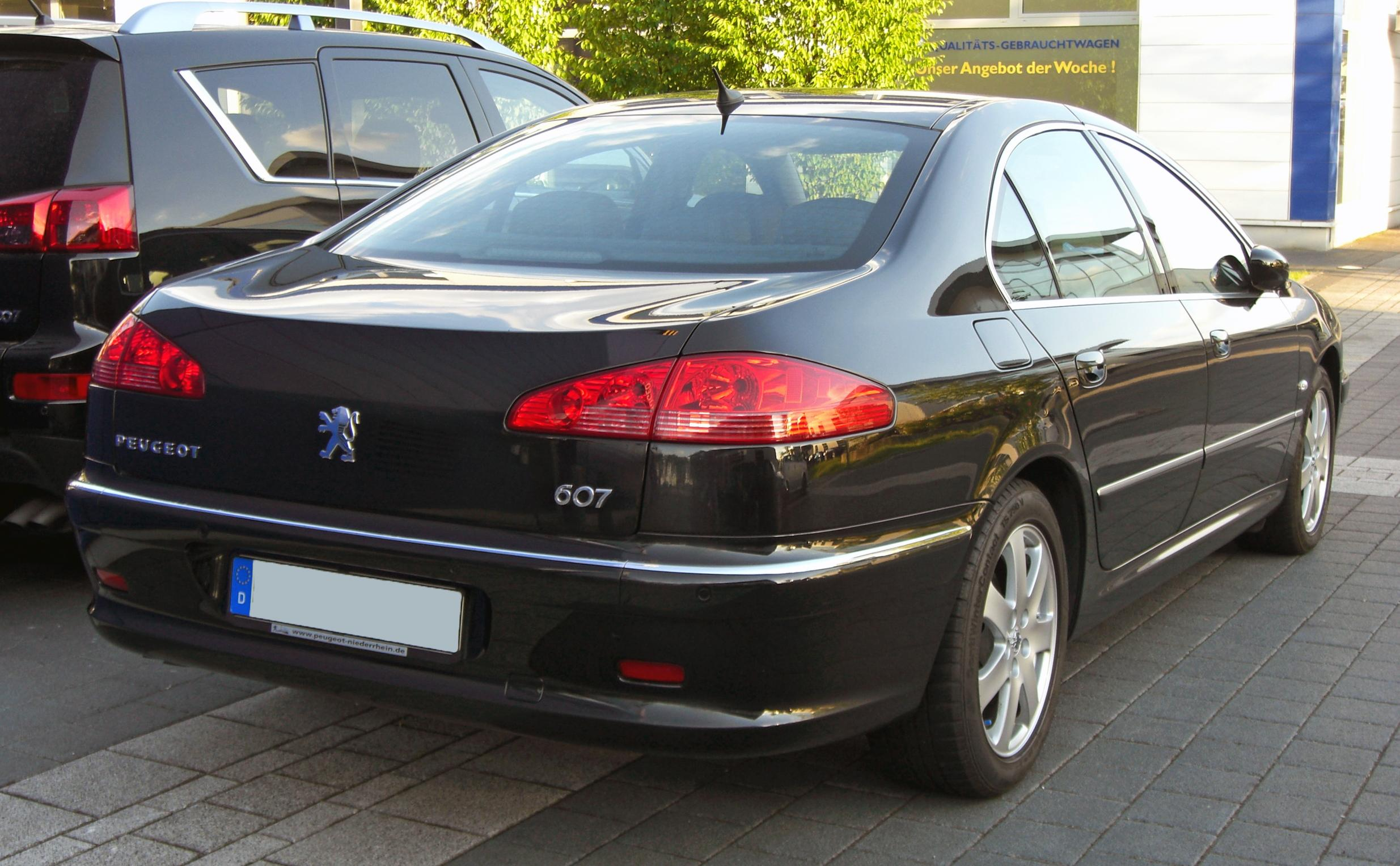
Peugeot 607 - tył po liftingu

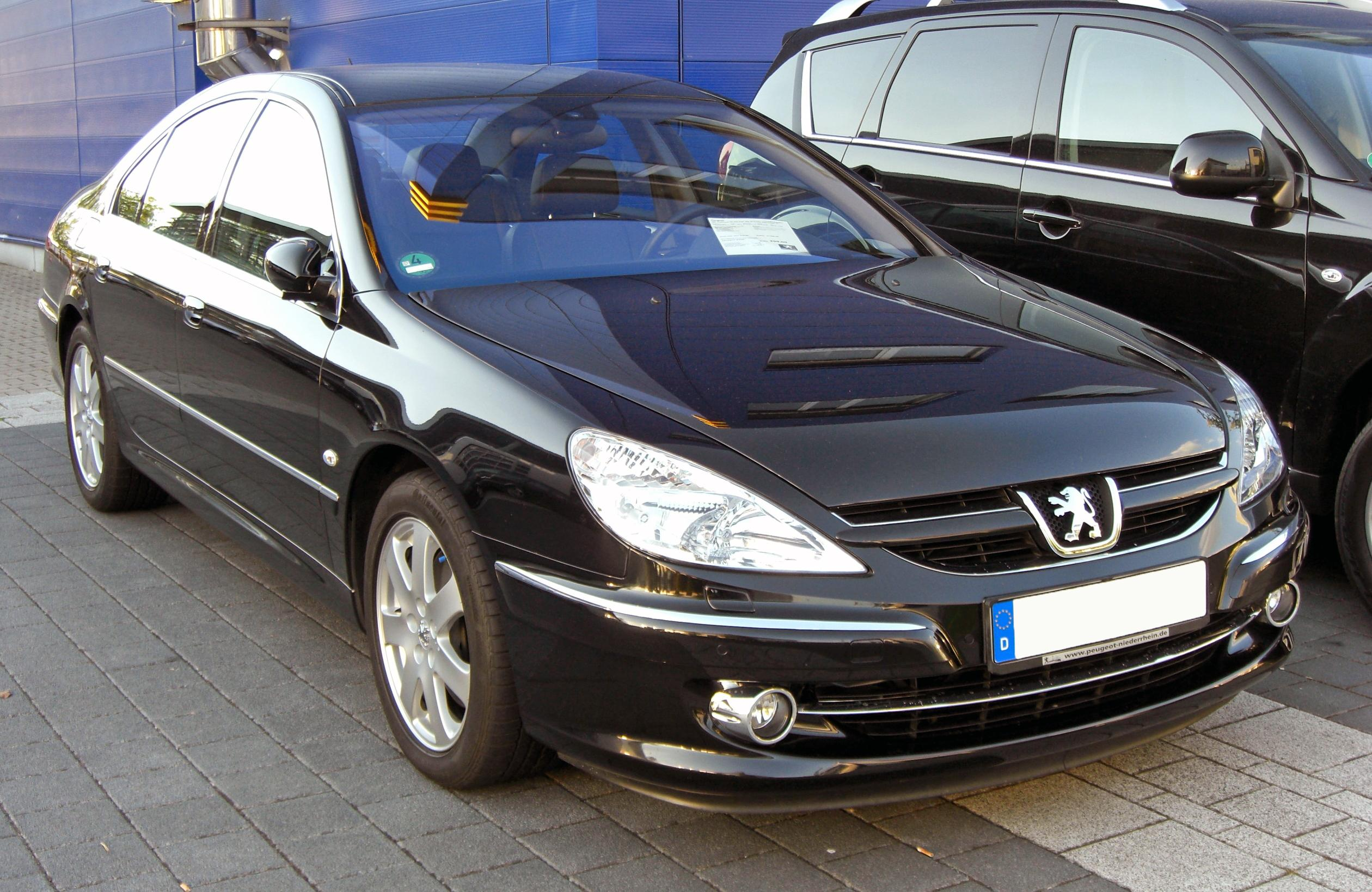
Peugeot 607 po liftingu

W październiku 1999 roku zaprezentowany został model 607 jako następca przestarzałego modelu 605 produkowanego w latach 1989–1999. Auto charakteryzuje się dużą atrapą chłodnicy, skośnymi reflektorami oraz delikatnymi przetłoczeniami wzdłuż nadwozia płynnie przechodzącymi w światła tylne.
W 2002 roku do listy jednostek napędowych pojazdu dodano 2 l silnik wysokoprężny z rodziny HDI. W 2004 roku auto przeszło face lifting. Odświeżony został wygląd pasa przedniego pojazdu oraz reflektorów.

### Peugeot 607 Paladine

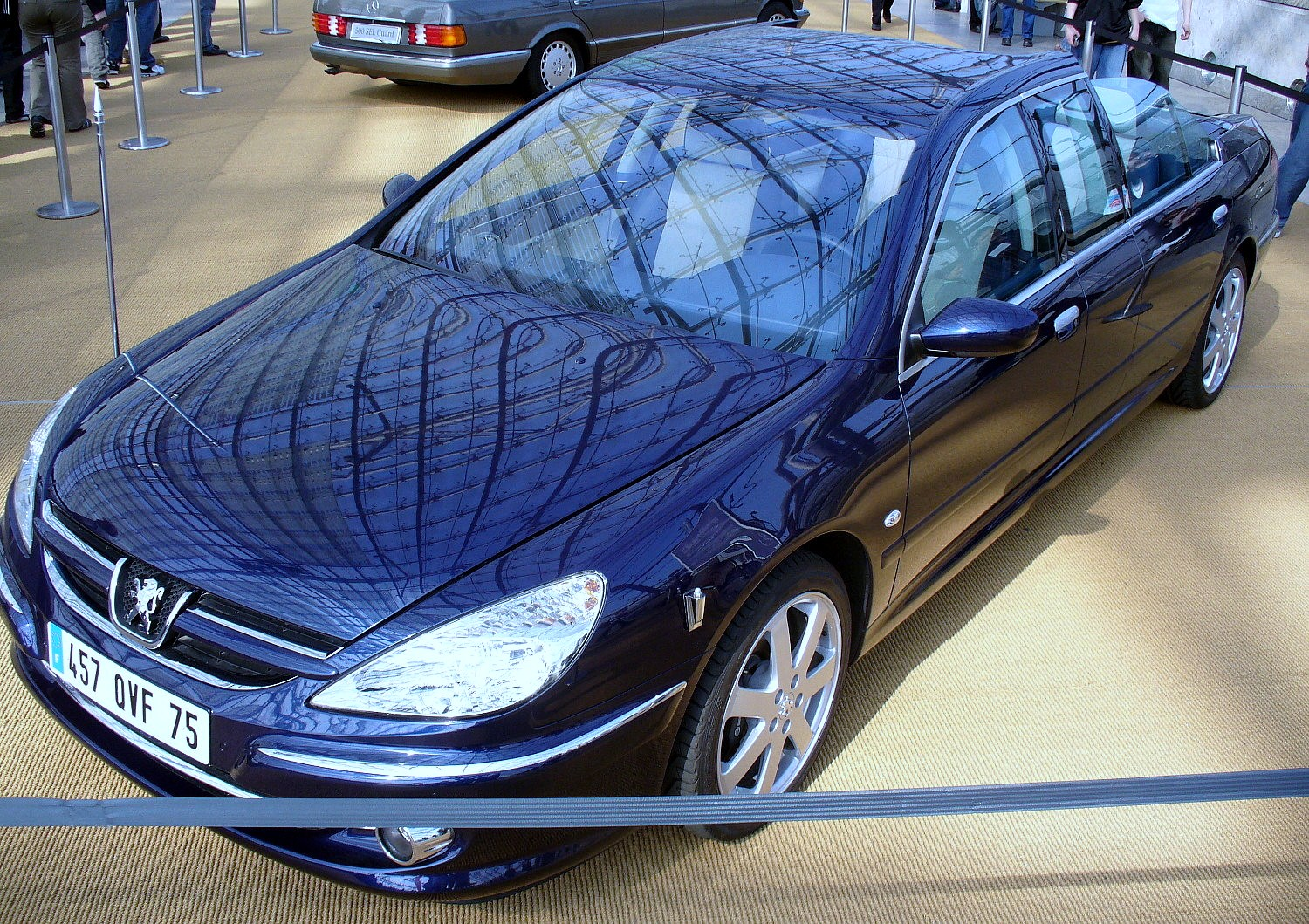
Peugeot 607 Paladine

W 2000 roku podczas targów motoryzacyjnych w Genewie zaprezentowana została wersja z przedłużonym nadwoziem oraz otwieraną tylną częścią dachu. Auto nigdy nie trafiło do produkcji seryjnej. Pojazd został użyty w 2007 roku, kiedy Prezydentem Francji został Nicolas Sarkozy.

### Wyposażenie
Standardowe wyposażenie pojazdu obejmuje m.in. system ABS, komplet poduszek powietrznych, zamek centralny, klimatyzację, odtwarzacz CD oraz elektryczne sterowanie szyb i elektryczne sterowanie lusterek.
W zależności od wersji wyposażeniowej pojazdu, auto wyposażone może być m.in. w system ESP, tempomat, reflektory ksenonowe, czujniki cofania, klimatyzację automatyczną, podgrzewane oraz elektrycznie regulowane fotele, a także skórzaną tapicerkę, system audio firmy JBL, zmieniarkę płyt CD oraz system nawigacji satelitarnej. 

### Silniki
| Wersja                | Silnik:                   | Układ zasilania:   | Średnica × skok tłoka: | St. sprężania:     | Moc maksymalna:                            | Maks. moment obrotowy      | 0-100 km/h:        | V-max:             |
| Silniki benzynowe:    | Silniki benzynowe:        | Silniki benzynowe: | Silniki benzynowe:     | Silniki benzynowe: | Silniki benzynowe:                         | Silniki benzynowe:         | Silniki benzynowe: | Silniki benzynowe: |
| --------------------- | ------------------------- | ------------------ | ---------------------- | ------------------ | ------------------------------------------ | -------------------------- | ------------------ | ------------------ |
| 2.0 16V               | R4 2,0 l (1997 cm³), DOHC | wtrysk EFi         | 85,00 mm × 88,00 mm    | 10,8:1             | 136/138 KM (100/101 kW) przy 6000 obr./min | 190 N•m przy 4100 obr./min | 10,6 s             | 210 km/h           |
| 2.2 16V               | R4 2,2 l (2230 cm³), DOHC | wtrysk             | 86,00 mm × 96,00 mm    | 10,8:1             | 158 KM (116 kW) przy 5650 obr./min         | 217 N•m przy 3900 obr./min | 9,6 s              | 220 km/h           |
| 3.0 V6                | V6 3,0 l (2946 cm³), DOHC | wtrysk EFi         | 87,00 mm × 82,60 mm    | 10,9:1             | 211 KM (155 kW) przy 6000 obr./min         | 285 N•m przy 3750 obr./min | 8,1 s              | 240 km/h           |
| Silniki wysokoprężne: |                           |                    |                        |                    |                                            |                            |                    |                    |
| 2.0 HDi 16V           | R4 2,0 l (1997 cm³), DOHC | common rail        | 85,00 mm × 88,00 mm    | 17,6:1             | 136 KM (100 kW) przy 4000 obr./min         | 320 N•m przy 2000 obr./min | 10,8 s             | 190 km/h           |
| 2.2 HDi               | R4 2,2 l (2179 cm³), DOHC | common rail        | 85,00 mm × 96,00 mm    | 18,0:1             | 133 KM (98 kW) przy 4000 obr./min          | 314 N•m przy 2000 obr./min | 10,6 s             | 205 km/h           |
| 2.2 HDi               | R4 2,2 l (2179 cm³), DOHC | common rail        | 85,00 mm × 96,00 mm    | 16,6:1             | 170 KM (125 kW) przy 4000 obr./min         | 370 N•m przy 1500 obr./min | 9,9 s              | 224 km/h           |
| 2.7 V6 HDi            | V6 2,7 l (2721 cm³), DOHC | common rail        | 81,00 mm × 88,00 mm    | 17,3:1             | 204 KM (150 kW) przy 4000 obr./min         | 440 N•m przy 1900 obr./min | 8,7 s              | 230 km/h           |